# Tomasz Hajto
Tomasz Nikodem Hajto (Maków Podhalański, 1972. október 16. –) lengyel válogatott labdarúgó.

## Pályafutása

### Klubcsapatban
1990 és 1993 között a Hutnik Kraków csapatában játszott. 1993 és 1997 között a Górnik Zabrze játékosa volt. 1997-től 2005-ig Németországban szerepelt, ahol 1997 és 2000 között a Duisburg, 2000 és 2004 között a Schalke 04, 2004 és 2005 között a Nürnberg játékosa volt. A Schalkéval német kupát és Intertotó-kupát nyert. A 2005–06-os szezonban Angliában a Southamptonban játszott. 2006-ban a Derby County is pályára lépett néhány mérkőzésen. Később játszott még az ŁKS Łódź és a Górnik Zabrze csapatában. 2011-ben a LUKS Gomunice színeiben fejezte be a pályafutását. 

### A válogatottban
1996 és 2005 között 62 alkalommal szerepelt a lengyel válogatottban és 6 gólt szerzett. Ezüstérmet szerzett az 1992. évi nyári olimpiai játékokon és részt vett a 2002-es világbajnokságon, ahol a Dél-Korea és a Portugália elleni csoportmérkőzésen kezdőként lépett pályára. Az Egyesült Államok elleni találkozón nem kapott lehetőséget.

## Sikerei, díjai
Schalke 04
- Német bajnoki ezüstérmes (1): 2000–01
- Német kupagyőztes (2): 2000–01, 2001–02
- Intertotó-kupa győztes (2): 2003, 2004

## Külső hivatkozások
- Tomasz Hajto adatlapja a National-Football-Teams.com oldalon (angolul)

- Tomasz Hajto (angol nyelven). FootballDatabase.eu
- Tomasz Hajto (angol nyelven). eu-football.info
- Tomasz Hajto (lengyel nyelven). 90minut.pl
- Tomasz Hajto (német nyelven). kicker.de
- Tomasz Hajto adatlapja a worldfootball.net oldalon (angolul)